# 14e corps d'armée (France)
Pour les articles homonymes, voir 14e corps d'armée.
Le 14e corps d'armée est une unité militaire de l'armée française, il est créé en 1870 et participe à la Première Guerre mondiale.
Sous la Troisième République, le général de division, gouverneur militaire de Lyon, est en même temps commandant du 14e corps d'armée.

## Création et différentes dénominations
14e Corps d'Armée
- 7 mars 1916 : Groupement Baret
- 20 juin 1916 : Groupement F
- 1er août 1916 : Groupement EF
- 5 septembre 1916 : Groupement F
- 25 décembre 1916 : 14e Corps d'Armée

## Les chefs du14ecorpsd'armée
- 31 août 1870 - 30 novembre 1870 : Général Renault
- 28 septembre 1873 : Général Bourbaki
- 11 février 1879 - 28 décembre 1879 : Général Farre
- 13 mars 1880 - 27 mars 1881 : Général Lecointe
- 30 mars 1881 : Général Carteret-Trécourt
- 15 février 1885 : Général d'Auerstaedt
- 5 janvier 1889 - 18 septembre 1893 : Général Berge
- 28 septembre 1892 - 15 décembre 1895 : Général Voisin
- 1896 - 1898 : Général Zédé
- 1904 - 1906 : Général de Lacroix
- 24 juin 1906 : Général Gallieni
- 17 octobre 1908 : Général Robert
- 17 octobre 1911 : Général Courbebaisse
- 1er novembre 1913 : Général Pouradier-Duteil
- 24 août 1914 : Général Baret
- 31 août 1916 : Général Duport
- 2 septembre 1916 - 21 septembre 1921 : Général Marjoulet
- 2 septembre 1939 : Général Touchon
- 27 novembre 1939 - 6 juillet 1940 : Général Beynet

## 1870-1871
Armée de Paris
Le 14e corps d'armée placé sous les ordres du général Renault, avait une composition hétérogène. La plupart des régiments étaient formés de plusieurs demi-compagnies de dépôt, de régiments différents. Chaque régiment nouveau du 14e contenait ainsi 18 compagnies de corps différents. Malgré les défectuosités de leur constitution qui leur enlevaient toute cohésion et tout esprit de corps, ces troupes ne tardèrent pas à s'aguerrir et à acquérir une solidité suffisante. Le 14e corps comptait également, environ, 25 000 hommes
- 120e régiment d'infanterie de ligne

## Première Guerre mondiale

### Composition

#### À la mobilisation de 1914
Il représentait la région de Lyon et de Grenoble et était composé de Dauphinois et de Savoyards, ces « redoutables Allobroges » dont le roi Charles-Emmanuel disait « Qu'ils furent la gloire des Celtes et la terreur de Rome ».
Il est subordonné, au début de la Première Guerre mondiale à la Ire Armée.
27e division d'infanterie
- 53e brigade :

75e régiment d'infanterie
140e régiment d'infanterie
14e bataillon de chasseurs alpins
- 54e brigade :

52e régiment d'infanterie
7e bataillon de chasseurs alpins
- Cavalerie :

9e régiment de hussards (1 escadron)
- Artillerie :

2e régiment d'artillerie de campagne (3 groupes 75)
1er régiment d'artillerie de montagne (1 batterie de 65)
- Génie :

4e régiment du génie (compagnie 14/1)
28e division d'infanterie
- 55e brigade :

22e régiment d'infanterie
99e régiment d'infanterie
- 56e brigade :

30e régiment d'infanterie
11e bataillon de chasseurs alpins
- Cavalerie :

9e régiment de hussards (1 escadron)
- Artillerie :

54e régiment d'artillerie de campagne (3 groupes 75)
1er régiment d'artillerie de montagne (1 batterie de 65)
- Génie :

4e régiment du génie (compagnies 14/2)
EOCA (Éléments Organiques de Corps d'Armée)
- Cavalerie (rattachée au 14e CA):

9e régiment de hussards (4 escadrons)
- Artillerie (rattachée au 14e CA) :

6e régiment d'artillerie de campagne (4 groupes 75)
- Génie (rattaché au 14e CA) :

4e régiment du génie (compagnies 14/3, 14/6, 14/ 16, 14/21)
- Autres (rattaché au 14e CA) :

14e escadron du train des équipages militaires
14e section de secrétaires d'état-major et du recrutement
14e section d'infirmiers militaires
14e section de commis et ouvriers militaires d'administration

### Historique

#### 1914
- 4 - 9 août : transport par V.F. dans la région Épinal, Lépanges-sur-Vologne, concentration.
- 9 - 24 août : mouvement vers les cols des Vosges, entre les cols du Bonhomme et Saales et vers la vallée de la Bruche.

13 - 16 août : combat vers le col du Bonhomme, vers Sainte-Marie-aux-Mines et en direction de Villé.
17 août : prise de Villé.
19 - 20 août : offensive en direction du Schirmeck (toute en occupant les cols du Bonhomme, de Sainte-Marie et d'Urbeis). Combat vers Salm et dans la région est de Saales.
À partir du 21 août, repli et défense des cols des Vosges entre le col du Bonhomme et le col de Prayé.
22 - 24 août : combat au col de Sainte-Marie.
- 24 août - 13 septembre : repli dans la région de Moyenmoutier, Ban-de-Sapt, Provenchères-sur-Fave, cols de Sainte-Marie et du Bonhomme. À partir du 25 août, engagé dans la bataille de la Mortagne. Offensive en direction de Raon-l'Étape et de Saales, combat vers Saint-Blaise-la-Roche, Grandrupt et Ménil.

27 août : repli en arrière de la Meurthe. Violents combats vers Anozel, le bois de Kemberg, la Bolle, Étival-Clairefontaine, Nompatelize, La Bourgonce, la Croix Idoux.
À partir du 11 septembre, offensive jusque dans la région La Grande-Fosse, Raon-l'Étape ; le 11 septembre occupation de Saint-Dié.
- 13 - 17 septembre : retrait du front ; mouvement vers la région de Rambervillers et à partir du 14 septembre occupation de la ligne de la Meurthe dans la région de Baccarat, Saint-Clément.
- 17 - 24 septembre : retrait du front, puis à partir du 19 septembre transport par V.F. de la région Bayon, Châtel-sur-Moselle, dans celle de Clermont. À partir du 21 septembre, mouvement vers le nord-est dans la région Rosières-en-Santerre, Guillaucourt.
- 24 septembre 1914 - 8 août 1915 : engagé dans la première bataille de Picardie, violents combats dans la région Bouchoir, Chaulnes, Vermandovillers, Foucaucourt-en-Santerre, Rainecourt. Stabilisation et occupation d'un secteur entre Maucourt et la Somme vers Frise (guerre des mines).

7 octobre : front étendu à droite vers Bouchoir.
17 octobre : attaque française sur le bois Étoilé.
21 octobre : combat vers Frise.
30 octobre : prise du Quesnoy-en-Santerre.
1er novembre : contre-attaque allemande.
28 novembre - 1er décembre : attaques françaises vers Fay.
6 décembre : front réduit à droite vers Maucourt.
17 - 20 décembre : attaques françaises et contre-attaques allemandes.
18 avril 1915 : front étendu à gauche vers Carnoy.
7 juillet : front réduit à gauche jusqu'à la Somme.

#### 1915
- 8 - 17 août : retrait du front. À partir du 11 août, transport par V.F. de la région Moreuil, Ailly-sur-Noye, dans celle de Courtisols.
- 17 août - 15 octobre : mouvement vers le front et occupation d'un secteur entre le moulin de Perthes et le bois Sabot ; travaux et préparatifs d'attaque.

Engagé à partir du 25 septembre dans la seconde bataille de Champagne. Attaques françaises à l'ouest de Tahure, enlèvement de la première ligne allemande, du Trou Bicot et de la cote 193. Occupation et organisation du terrain conquis dans la région cote 193, butte de Souain.
À partir du 6 octobre, nouvelles attaques françaises dans cette région.
- 15 octobre 1915 - 28 février 1916 : retrait du front et transport par V.F. de la région de Châlons-sur-Marne, Vitry-le-François dans celle de Champagney ; repos. Puis instruction au camp d'Arches.

#### 1916
- 28 février - 7 mars : transport par V.F. dans la région de Ligny-en-Barrois, puis mouvement vers la région de Verdun.
- 7 mars - 25 décembre : occupation et organisation au cours de la bataille de Verdun (après l'évacuation de la Woëvre), d'un secteur vers Eix, Bonzée-en-Woëvre.

10 mai : front étendu à gauche jusqu'au sud de Damloup.
15 juin : front étendu à droite jusqu'au sud-ouest du village des Éparges.
1er août : attaques allemandes sur le tunnel de Tavannes.
8 août : attaque française.
10 août : réduction du secteur à droite jusqu'en deçà des Éparges.
18 août : nouvelle attaque française.
4 septembre : attaque allemande.
5 septembre : limite gauche ramenée au sud de Damloup.
le 24 octobre, participe à la première bataille offensive de Verdun. Prise de la batterie de Damloup.
1er décembre : extension du front à droite jusque vers Vaux-lès-Palameix.
23 décembre : extension du front à gauche jusque vers Vaux-devant-Damloup.
- 25 décembre 1916 - 17 janvier 1917 : retrait du front ; instruction au camp de Gondrecourt. À partir du 10 janvier 1917, transport par V.F. vers Noyers-Saint-Martin.

#### 1917
- 17 janvier - 21 mars : occupation d'un secteur vers Andechy, Maucourt.

23 janvier : extension du secteur à droite jusqu'à l'Avre et le 25 janvier à gauche jusqu'à Génermont. À partir du 17 février, relève d'une partie du front par l'armée britannique ; 1er mars, limite gauche ramenée à la route Amiens, Roye. À partir du 17 mars poursuite des Allemands lors de leur repli sur la ligne Hindenburg. Prise d'Andechy, combat de Jussy, d'Hinacourt, d'Artemps et d'Essigny-le-Grand.
19 - 21 mars : en seconde ligne.
- 21 mars - 2 avril : occupation d'un secteur vers le nord de Vendeuil et Roupy (en liaison avec le front britannique). le 30 mars, front réduit à droite jusque vers Essigny-le-Grand.
- 2 avril - 18 mai : retrait du front, repos vers Guiscard. À partir du 8 mai, mouvement vers la région Braine, Courlandon.
- 18 mai - 24 juin : occupation d'un secteur vers la ferme d'Hurtebise, Courtecon.
- 24 juin - 29 juillet : retrait du front ; repos et instruction au camp de Lassigny.
- 29 juillet - 14 août : occupation d'un secteur vers La Fère, Moÿ, Urvillers.
- 14 - 17 août : retrait du front, mouvement vers Salency, puis vers Chavigny ; préparatifs d'offensive.
- 17 août - 19 novembre : occupation d’un secteur vers Vauxaillon, Quincy-Basse.

22 août : extension du secteur à droite jusque vers la ferme Mennejean.
23 octobre : engagé dans la bataille de la Malmaison. progression jusqu'à l'Ailette et jusqu'aux abords d'Anizy-le-Château ; prise d'Allemant. Puis organisation des positions conquises.
31 octobre : front étendu à droite vers la ferme Rosay.
- 19 novembre - 1er décembre : retrait du front ; repos dans la région de Villers-Cotterêts.
- 1er - 19 décembre : transport dans la région de Chaulnes. Tenu prêt à intervenir dans l'offensive britannique projetée sur Cambrai.
- 19 décembre 1917 - 14 janvier 1918 : repos vers Roye, puis le 21 décembre transport par V.F. de la région de Ham vers le camp de Mailly ; repos et instruction.

#### 1918
- 14 - 29 janvier : transport par V.F. d'Arcis-sur-Aube à Héricourt.
- 29 janvier - 1er avril : occupation d'un secteur vers Fulleren, Burnhaupt-le-Haut.

26 mars : extension du secteur à gauche jusque vers Leimbach.
- 1er avril - 3 mai : Retrait du front. Transport par V.F. dans la région de Persan - Beaumont, puis mouvement vers la région nord de Beauvais. À partir du 10 avril, transport par camions vers Poix, Conty et Amiens puis vers la région de Doullens. tenu prêt à intervenir lors de l'offensive allemande sur le front britannique.
- 3 - 12 mai : transport dans la région d'Arques, puis mouvement vers Watou.
- 12 mai - 30 juin : engagé dans la 4e bataille des Flandres entre la Clytte et la région nord de l'étang de Dickebusch, en liaison avec l'armée britannique.

14 - 15 mai : violents combats sur la cote 44.
20 mai : attaque dans la région du Kleine Kemmelbeek et de Viersstraat.
31 mai : front étendu à droite vers le Scherpenberg.
27 mai - 30 juin : actions violentes et fréquentes dans les régions de Dickebusch et du Scherpenberg.
- 30 juin - 20 juillet : retrait du front (relève par l'armée britannique) et transport par V.F. dans la région de Vitry-le-François ; mouvement vers Saint-Memmie. À partir du 6 juillet, repos dans la région Étoges, Moussy, Avize.
- 20 juillet - 11 septembre : engagé dans la seconde bataille de la Marne, dans la région de Troissy.

À partir du 22 juillet, franchissement de la Marne ; progression jusqu'à la route Dormans - Reims atteinte le 29 juillet.
31 juillet : retrait du front et à partir du 1er août, changement de secteur d'attaque et poursuite en direction de Jonchery-sur-Vesle, en partant du front Romigny, Bligny.
À partir du 6 août, organisation d'un secteur sur la Vesle, entre Jonchery-sur-Vesle et les abords nord-ouest de Reims.
- 11 - 25 septembre : retrait du front ; mouvement vers Montmort et Champaubert, puis à partir du 17 septembre vers Vadenay. À partir du 23 septembre, regroupement du corps d'armée au camp de Châlons, puis mouvement vers le front.
- 25 septembre - 12 octobre : occupation d'un secteur vers l'ouest de Souain, Auberive-sur-Suippe. Préparatifs d'offensive. À partir du 26 septembre, engagé dans la bataille de Champagne et d'Argonne (bataille de Somme-Py et son exploitation). Progression jusqu'à la ligne Vaudesincourt, sud-est de Sainte-Marie-à-Py (atteinte le 28 septembre) ; puis combats journaliers.

4 - 5 octobre : reprise de la marche en avant jusqu'à la ligne Bétheniville, Saint-Clément-à-Arnes et organisation des positions conquises. À partir du 11 octobre, nouvelle progression jusqu'à la Retourne, vers Alincourt, Juniville.
- 12 - 28 octobre : retrait du front ; mouvement vers le camp de Châlons. À partir du 15 octobre, mouvement vers Vaudemange, Trépail, puis vers Ambonnay, Tauxières-Mutry ; le 26 octobre, mouvement vers Machault, puis vers le front.
- 28 octobre - 5 novembre : occupation d'un secteur vers Attigny, Voncq, étendu à droite le 29 octobre jusque vers Terron. À partir du 1er novembre, engagé dans la bataille du Chesne. Combat vers Voncq, franchissement du canal de l'Aisne.
- 5 - 11 novembre : engagé dans la poussée vers la Meuse. Poursuite en direction de Vrigne-Meuse. Le 10 novembre, franchissement de la Meuse vers Dom-le-Mesnil.

### Rattachement
- 1re armée

4 août - 20 septembre 1914
- 2e armée

20 septembre 1914 - 2 août 1915
20 septembre - 15 octobre 1915
28 février 1916 - 10 janvier 1917
- 3e armée

10 janvier - 8 mai 1917
26 juin - 15 août 1917
1er - 21 décembre 1917
- 4e armée

21 décembre 1917 - 14 janvier 1918
17 septembre - 16 octobre 1918
27 octobre - 11 novembre 1918
- 5e armée

2 - 10 avril 1918
15 juillet - 17 septembre 1918
16 - 27 octobre 1918
- 6e armée

2 - 11 août 1915
8 mai - 26 juin 1917
15 août - 1er décembre 1917
- 7e armée

15 octobre 1915 - 28 février 1916
14 janvier - 2 avril 1918
- 9e armée

6 - 15 juillet 1918
- 10e armée

10 avril - 3 mai 1918
- Détachement d'armée du Nord

3 mai - 6 juillet 1918
- Détachement d'armée Pétain

11 août - 20 septembre 1915

## Seconde Guerre mondiale

### Composition

#### À la mobilisation de 1939
27e Division d'Infanterie Alpine
La 27e DIAlp est composée de :
- 71e Régiment d'Infanterie
- 140e Régiment d'Infanterie Alpine
- 159e Régiment d'Infanterie Alpine
- 7e Demi-Brigade de Chasseurs Alpins
  - 15e bataillon de chasseurs alpins
  - 11e bataillon de chasseurs alpins
  - 28e bataillon de chasseurs alpins
- 58e Régiment d'Artillerie Divisionnaire
- 258e Régiment d'Artillerie Lourde Divisionnaire
- 20e Groupe de Reconnaissance Divisionnaire et tous les services (Sapeurs mineurs, télégraphique, compagnie auto de transport, groupe sanitaire divisionnaire, groupe d'exploitation etc.)

28e Division d'Infanterie Alpine
À la mobilisation, elle est rattachée à la réserve du grand quartier général (RESERVE GQG, sous les ordres du général Gamelin) pour l'armée des Alpes. L'état major de la Division est en garnison à Chambery en 1939.
La 28e Division d'Infanterie Alpine est commandée par le Général Lestien en 1940.
La 28e division d'infanterie alpine (DIAlp) est composée de :
- 97e Régiment d'Infanterie Alpine
- 99e Régiment d'Infanterie Alpine
- 25e Demi-Brigade de Chasseurs Alpins
  - 7e bataillon de chasseurs alpins
  - 27e bataillon de chasseurs alpins
  - 47e bataillon de chasseurs alpins
- 2e Régiment d'Artillerie de Montagne
- 202e Régiment d'Artillerie Lourde Divisionnaire
- 22e Groupe de Reconnaissance Divisionnaire et tous les services (Sapeurs mineurs, compagnie auto de transport, groupe sanitaire divisionnaire, groupe d'exploitation etc.)
- 28e Bataillon du Génie (Comprenant notamment 28/81e Compagnie Télégraphique et 28/82e Compagnie Radiotélégraphique issues du 28e Centre de Mobilisation du Génie de la Citadelle de Montpellier. Ces deux compagnies du Génie sont les ancêtres du  28e Régiment de Transmissions).

Éléments organiques
- 20e groupe de reconnaissance de corps d'armée
- 114e régiment d'artillerie lourde